# آشلي مارشال
أشلي مارشال (بالإنجليزية: Ashley Marshall)‏ هي عداءة سريعة باربادوسية، ولدت في 10 سبتمبر 1993 في لوس أنجلوس في الولايات المتحدة.

## وصلات خارجية
- آشلي مارشال على موقع الاتحاد الدولي لألعاب القوى (الإنجليزية)